# Sant Jaume de Puigpalter
L'església de Sant Jaume de Puigpalter és situada dins el veïnat del mateix nom, del municipi de Banyoles, al sector oriental del terme.

## Història
L'indret on és situada aquesta església era, al segle x, quan n'apareix la primera referència, un veïnat dispers, que anomenaven «Villare Pugio Poltarii». L'església de Sant Jaume fou donada, amb tots els delmes i primícies, al cenobi de Sant Esteve de Banyoles pel bisbe Arnulf de Girona. Aquest fet es produí el dia de la dedicació de l'església del monestir, el 16 d'octubre del 957. La donació fou renovada per una butlla papal de Benet VIII, en la qual Puigpalter és esmentada com a «Villa Jafare et Villare Paterni». La possessió sobre l'església de Sant Jaume seria confirmada novament l'any 1086, amb motiu de la consagració de la nova església del monestir. Mai no va arribar a ser parroquial, tot i estar situada, ja al segle x, en un lloc agrícolament ric i poblat. Actualment s'hi celebra missa el dia del sant patró.

## Arquitectura
Petita capella, de forma i estructura molt corrents en aquesta zona. Té una nau de planta rectangular capçada a llevant per un absis semicircular, molt obert a la nau. Coberta amb volta de canó amb alternança d'arcs perpanys o doblers. La teulada és de teules àrabs a dues vessants a la nau. L'absis també està cobert amb teules. Al centre de l'absis presenta una finestra de doble esqueixada igual a la que s'obre en la façana de migjorn, molt a prop del presbiteri. A la façana de tramuntana hi ha cinc faltes obertures d'uns 30 x 30 cm, ben definides i no gens habituals, que no es manifesten a l'interior a causa del regruix dels murs laterals. A la façana hi ha una porta rectangular emmarcada (llinda i pedres de descàrrega) que segons la data que hi figura a la llinda, és de 1740; a sobre hi ha un òcul, que guarda molt bé les distribucions simètriques de l'espai en sentit vertical, i que es veu rematat pel campanar d'espadanya.

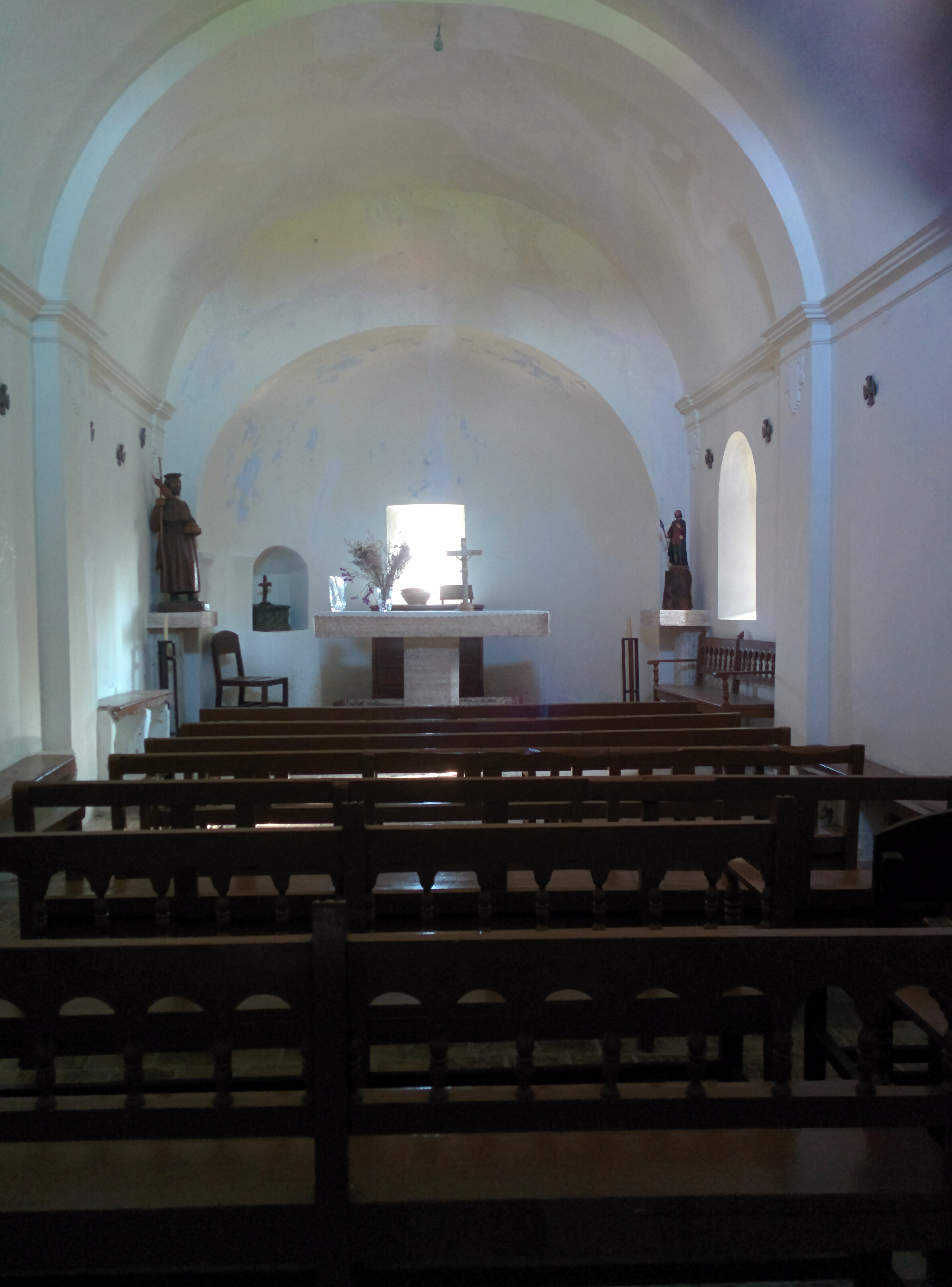
Sant Jaume de Puigpalter. Petita església del amb la nau sobrealçada més tardanament (fotografia 2016)

El forrellat de la porta de l'església, és de ferro forjat. Es tracta d'una obra artesanal de molt bella i acurada factura. Pren forma de drac - serp. Es podrien establir certes connotacions i paral·lelismes amb altres forrellats existents de l'època romànica, també localitzats a la comarca de Banyoles. El de Puigpalter, si més no, sembla més elaborat, ja que presenta una decoració geomètrica incisa.
L'aparell, de peces rectangulars i ben tallades de pedra majoritàriament sorrenca, és disposat en filades regulars, i capçat per una petita cornisa còncava de travertí de Banyoles, de quart de cercle allargat o cavet, comuna a tota la zona.
La capella té problemes de fonamentació, probablement agreujats per l'obertura d'un camí molt immediat i no es descarta que n'hagi tingut en altres èpoques;això explicaria la reconstrucció de la volta l'any 1786 i potser també el regruix dels murs.